# Pascal Feindouno
Pascal Feindouno (* 27. února 1981 Conakry) je guinejský fotbalista, hrající nejčastěji na místě ofenzivního záložníka. Pro své individuální schopnosti byl srovnáván se Zinédinem Zidanem. Profesionálními fotbalisty jsou i jeho mladší bratři Benjamin a Simon.

## Klubová kariéra
Je odchovancem klubu Hirondelles de Guinée, od roku 1998 hrál ve Francii za FC Girondins de Bordeaux, s nímž získal v roce 1999 mistrovský titul. Při hostování v FC Lorient vyhrál v roce 2002 Francouzský fotbalový pohár. V letech 2004–2008 působil v AS Saint-Étienne. Později působil v zemích Perského zálivu (Al-Sadd SC, Al-Rayyan SC, An-Nassr FC), Turecku (Elazığspor) a Švýcarsku (FC Sion, FC Lausanne-Sport).

## Reprezentační kariéra
Je rekordmanem guinejské fotbalové reprezentace, za kterou odehrál 69 zápasů a vstřelil v nich 27 branek. Zastával funkci reprezentačního kapitána. Čtyřikrát startoval na Africkém poháru národů: v letech 2004, 2006 a 2008 hrál jeho tým čtvrtfinále, v roce 2012 skončil v základní skupině.